# Stazione di Falciano-Mondragone-Carinola
La stazione di Falciano-Mondragone-Carinola è una stazione ferroviaria posta sulla linea Roma-Formia-Napoli. È gestita da RFI e serve i centri abitati di Falciano del Massico, Mondragone e Carinola, dai quali dista rispettivamente 2, 7 e 8 km.

## Storia
La stazione venne inaugurata il 28 ottobre 1927, con l'apertura della tratta Formia - Pozzuoli della ferrovia Roma-Formia-Napoli. Fino al 1981 era denominata "Falciano-Mondragone"; in tale data assunse la nuova denominazione di "Falciano-Mondragone-Carinola".

## Strutture e impianti
La stazione dispone di tre binari passanti per il servizio viaggiatori, di cui due solitamente utilizzati, oltre ad un piccolo fabbricato viaggiatori con sala d'attesa. In passato, erano presenti anche i binari per lo scalo merci, dismesso negli anni 1990, e un quarto binario, rimosso nel 2010. All'esterno della stazione è presente un parcheggio pubblico non sorvegliato ed uno custodito da un privato (la cui tariffa attuale è di €2 al giorno).

## Movimento
La stazione è servita da treni regionali svolti da Trenitalia nell'ambito del contratto di servizio stipulato con la Regione Campania, solitamente con destinazione Roma Termini, Formia-Gaeta o Napoli Centrale. Con minore frequenza passano anche treni della tratta relativa a Roma Tiburtina e Benevento.
Nel 2007, il traffico giornaliero medio era di 511 unità.

## Servizi
- Sala d'attesa[1]
- Biglietteria automatica